# Jégember
Jégember, valódi nevén Bobby Drake egy szereplő, szuperhős a Marvel Comics képregényeiben. A kitalált szereplőt Stan Lee és Jack Kirby alkotta meg. Első megjelenése az X-Men első számában volt, 1963 szeptemberében.
Jégember mutáns, az X-Men csapatának egyik alapító tagja. Képes olyan alacsony szintre lehűteni testét és környezetét, hogy a levegő páratartalma kicsapódik és megfagy a testén. Idővel képessé vált testét egyfajta szerves jéggé átalakítani. Drake ómega-szintű mutáns, de még nem képes kiaknázni teljes erejét.
Bobby Drake meghatározó szilárd középosztálybeli amerikai háttérrel rendelkezik. New Yorkban született a Floral Parkban, William Robert Drake és Madeline Beatrice Bass-Drake fiaként. Apja ír katolikus volt és az anyja zsidó, akik Drake-nek egy közhelyektől mentes nem túl vallásos otthont biztosítottak. Az újabb képregényekben az is kiderült, hogy meleg.